# 親衛隊 (ソ連・独立国家共同体)

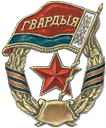
ベラルーシ親衛隊の部隊章

親衛隊（ロシア語:гвардия グヴァールヂヤ)、もしくは親衛部隊（гвардейские части グヴァルヂェーイスキイェ・チャースチ）は、ロシア帝国、ソビエト連邦のほか、ロシア連邦、ウクライナ、ベラルーシなど旧ソ連諸国におけるエリート部隊の名称である。護衛隊、護衛部隊などとも訳される。ただし、ロシア帝国時代とロシア革命以降の親衛隊はまったく別の組織である。ここでは主として革命以降の親衛隊を扱う。

## 帝政ロシア時代
※詳細はロシア帝国親衛隊を参照。
1690年代に、ピョートル大帝により、ロシア皇帝親衛部隊（лейб-гвардия）が創設された。20世紀の初めには、親衛部隊は13個歩兵連隊、4個狙撃兵連隊、14個騎兵連隊及び他の部隊から構成され、1918年に廃止された。

## ロシア革命
ボリシェヴィキの軍隊は赤軍または赤衛隊（赤衛軍；Красная гвардия クラースナヤ・グヴァールヂヤ）、反革命派の軍隊は白軍または白衛軍（Белая гвардия ビェーラヤ・グヴァールヂヤ）と呼ばれた。この他にも、パルチザンの緑軍、アナーキストの黒衛軍（黒軍）があり、ポーランド軍は青衛軍（青軍）と呼ばれた。
のち、ソ連の軍隊の正式名称は赤軍（労農赤軍）となり、赤衛軍という呼称は正式には使用されなくなった。

## ソビエト連邦時代

ソビエト親衛隊の部隊章

ソビエト親衛隊（Советская Гвардия）は、ナチス・ドイツの親衛隊とは異なり、既存の赤軍またはソビエト連邦軍の部隊のうち、第二次世界大戦の祖国防衛の戦いにおいて顕著な戦功を挙げたものに付与された名誉称号である。訳語としてはソビエトを訳さずに「親衛」とのみ表記される場合が多い。
この称号はエリニャ攻勢の戦功に対して、ソビエト連邦軍最高総司令部の決定で国防人民委員令第308号により、1941年9月に最初に付与された。1942年5月からは個人にも称号「親衛」が授与され、例えば、ミロシニチェンコ親衛中尉というようにその階級に冠された。
第100、127、153、161狙撃師団がそれぞれ、第1、2、3、4親衛狙撃師団へと称号が冠された。また、1941年11月18日には第316狙撃師団が第8親衛狙撃師団に変更された。
1941年12月31日までに、第107、120、64、316、78、52狙撃師団がそれぞれ、第5から第10親衛狙撃師団へと変更された。そして、1943年12月に20個の旅団が第11から16親衛狙撃師団に改称された。
スターリングラード攻防戦で最後までスターリングラードを守り抜いたワシーリー・チュイコフ中将率いるスターリングラード方面軍第62軍は特段の戦功故に第8親衛軍と改名され、その栄誉が称えられた（Soviet 8th Guards Army）。ワシーリー・チュイコフはベルリンの戦いにおいてもベルリン防衛司令官ヴァイトリング大将が降伏交渉相手とした将軍としても有名である。
「親衛」の称号を付与された部隊は、ソビエト最高会議幹部会の決定により特別の親衛徽章を受けた。1942年5月21日、最高会議は右胸に付ける親衛隊胸章を導入し、1943年6月には陸軍用に、1944年12月には海軍用に導入した。また、部隊の装備や将兵の待遇においても優遇された。
第二次世界大戦後、多数の「親衛」を冠した歴戦の精鋭部隊が東ドイツなど東ヨーロッパに駐留した。

## ソ連崩壊後の親衛隊
1991年のソビエト連邦の崩壊により各共和国は独立したが、親衛隊と称する軍事組織は各国の軍隊に受け継がれた。

### ロシア連邦

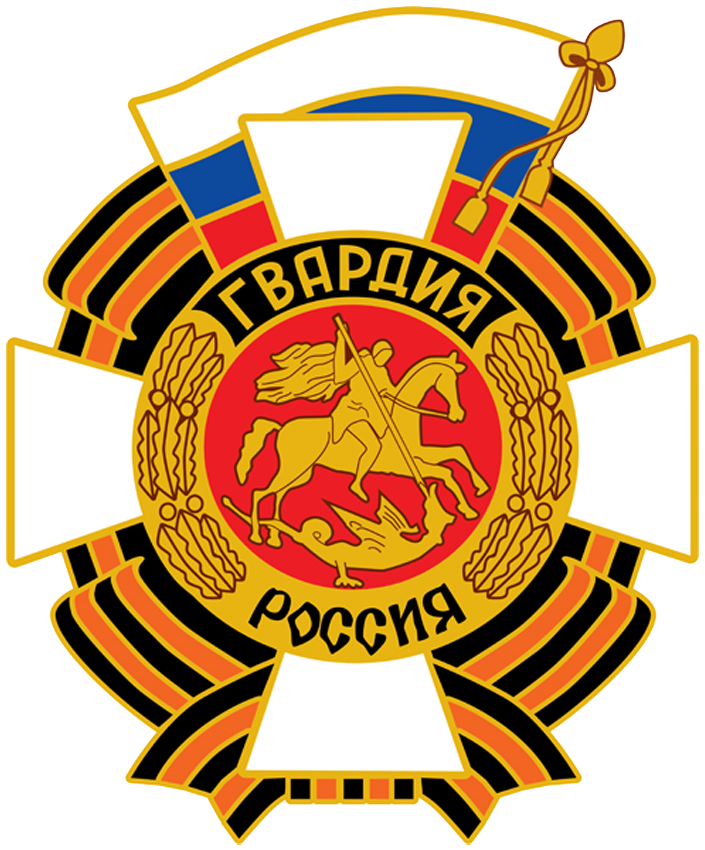
ロシア連邦軍親衛部隊記章

ロシア連邦軍は、例として次の親衛部隊を配備している。
- モスクワ軍管区
  - 第1親衛戦車軍[4]
    - 第4親衛戦車師団「カンテミーロフスカヤ」（гвардейская танковая Кантемировская дивизия:「カンテミールの親衛戦車師団」の意味）
    - 第2親衛自動車化狙撃師団「タマーンスカヤ」（гвардейская мотострелковая Таманская дивизия:「タマン半島の自動車化狙撃師団」の意味）
    - 第10親衛戦車師団「ウラールスコ・リヴォーフスカヤ」（гвардейская танковая Уральско-Львовская дивизия (?):「ウラル・リヴィウの親衛戦車師団」の意味）

  - 第22機械化狙撃軍
    - 第3親衛自動車化狙撃師団「ヴィスレンスカヤ」（гвардейская мотострелковая Вислянская дивизия:「ヴィスワ川の自動車化狙撃師団」の意味）
- 北カフカーズ軍管区
  - 第58機械化狙撃軍
    - 第20親衛自動車化狙撃師団「プリカルパーツコ・ベルリーンスカヤ」（гвардейская мотострелковая Прикарпатско-Берлинская дивизия:「沿カルパチア・ベルリンの親衛自動車化狙撃師団」の意味）
    - 第136独立親衛自動車化狙撃師団「ウマーンスコ・ベルリーンスカヤ」（гвардейская мотострелковая Уманско-Берлинская дивизия:「ウーマニ・ベルリンの親衛自動車化狙撃師団」の意味）
- ロシア空挺軍
  - 第7親衛空挺師団
  - 第76親衛空挺師団
  - 第98親衛空挺師団
  - 第106親衛空挺師団
  - 第11独立親衛空挺旅団
  - 第31独立親衛空挺旅団
  - 第56独立親衛空挺旅団
  - 第83独立親衛空挺旅団
  - 第45独立親衛特殊任務旅団
  - 第1182親衛砲兵連隊
- 他の部隊と ロシア海軍の艦船
  - ロシア内務省直属のロシア国内軍と呼ばれる親衛部隊

### ウクライナ

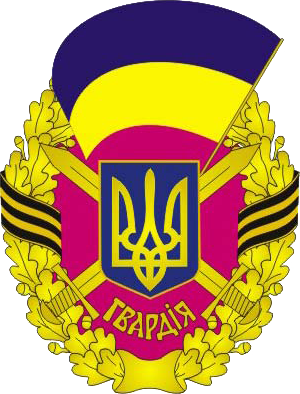
ウクライナ親衛部隊徽章。2016年にすべての軍部隊から抹消された。

ソ連崩壊に伴い独立して以降のウクライナ軍にも、ソ連軍時代の伝統を引き継いで親衛称号を有する部隊が多かったが、2014年ウクライナ騒乱とそれ以降のロシアとの領土紛争、それに伴う反ロシア感情と脱共産主義化運動の高まりから、2016年8月22日付で全てのウクライナ軍部隊から親衛称号が抹消された（これに伴い、同じく全てのウクライナ軍部隊は、ソ連軍時代に授与された名誉称号や、レーニン勲章・赤旗勲章・スヴォーロフ勲章などの各種勲章を全て返上した）。
なお、2014年に編成されたウクライナ内務省隷下のウクライナ国家親衛隊は、ウクライナ国内軍を再編したものである。

### カザフスタン共和国
カザフスタンでは、親衛部隊は共和国親衛隊として別組織へ改変された。共和国親衛隊は大統領宮殿の警備、大統領警護及び国家式典時等における儀仗部隊の役割をもっている。

### キルギス共和国
キルギス共和国では、アスカル・アカエフ大統領の親衛隊として国家親衛隊が組織された。大統領警護及び国家式典時等における儀仗部隊の役割の外、特殊部隊を有し、実戦にも投入されている。